# Daïra de Daïa Ben Dahoua
La daïra de Daïa Ben Dahoua est une daïra d'Algérie située dans la wilaya de Ghardaïa et dont le chef-lieu est la ville éponyme de Daïa Ben Dahoua.

## Histoire
La daïra de Daïa Ben Dahoua a été créée lors du découpage administratif de 1991, elle dépendait auparavant de la daïra de Berriane.